# Mikhaïl Fokin
Mikhaïl Fokin (en rus: Mijaíl Mijáilovich Fokin o Михаи́л Миха́йлович Фо́кин) (Sant Petersburg, 23 d'abril de 1880 - Nova York, 22 d'agost de 1942) va ser un ballarí, coreògraf, mestre de ballet i director de companyia rus, nacionalitzat estatunidenc. Va estudiar dansa a l'Escola Imperial i va ser ballarí del Ballet Imperial del Teatre Mariinski de Sant Petersburg. Va formar part del grup que estava a l'entorn de Serguei Diàguilev, creador dels Ballets Russos, per als quals va coreografiar obres mestres com Les Sílfides, L'ocell de foc, Sheherezade, Petrushka o L'Espectre de la rosa. El seu concepte total de la dansa i les seves innovacions en el terreny de la coreografia, que van revolucionar el ballet clàssic rus, van tenir repercussió internacional.

## Inici
Nascut en el si d'una família acomodada, Fokine va créixer en un ambient obert a les arts. Va ser admès a l'Escola Imperial de Dansa el 1888 i es va graduar en 1898 passant al Ballet Imperial directament amb el rang de premier danseur (primer ballarí) una cosa inhabitual. En el seu debut oficial en el Teatre Mariinski va protagonitzar Paquita al costat d'estrelles com Liubov Yegórova i Julia Sedova. També tocava instruments musicals, inclosa la mandolina, (tocat a l'escenari en un conjunt dirigit per Ginislao Paris), domra i balalaika (tocat a la Gran Orquestra Russa de Vasily Andreyev).
Es va frustrar amb la vida de ballarí i va començar a plantejar-se altres camins, inclosa la pintura. El 1902, quan es va graduar a l'escola de l'Imperial Ballet, se li va oferir una plaça de professor a l'Escola Imperial de Ballet i va poder explorar les possibilitats artístiques de la coreografia. El 1905, va crear el seu primer ballet de llarga durada, Acis et Galatée, que va ser interpretat pels seus alumnes i basat en una llegenda siciliana. Entre els seus alumnes hi havia Desha Delteil i Bronislava Nijinska.
Quan va ser nomenat professor de l'Escola Imperial el 1904 ja estava en rebel·lia contra l'academicisme que regnava a l'Escola i el Ballet Imperials sota la direcció de Marius Petipa, i somiava amb coreografiar els seus propis ballets. La seva inspiració en aquell moment era la dansa lliure de Isadora Duncan, llavors de gira per Rússia. En retirar-se Petipa el 1903,Fokine va ser considerat el seu successor indiscutible pels reformistes, però mirat amb desconfiança pels conservadors.
Va realitzar diversos espectacles per al teatre Mariinski, entre ells Chopiniana, primera versió del que serien Les Sílfides, però no va ser nomenat mestre de ballet i coreògraf titular fins a 1907. Les seves primeres creacions importants per al Ballet Imperial van ser el 1907 Le Pavillon d'Armide, en col·laboració amb Alexandre Benois, i Uneix nuit d´Égypte (després Cléopâtre) amb les estrelles del Mariinski Olga Preobrazhénskaya, Anna Pávlova i Vaslav Nijinsky en 1908. Com escriu Serge Lifar: "Fokine ja era reconegut a Rússia, aviat obtindria reconeixement universal".

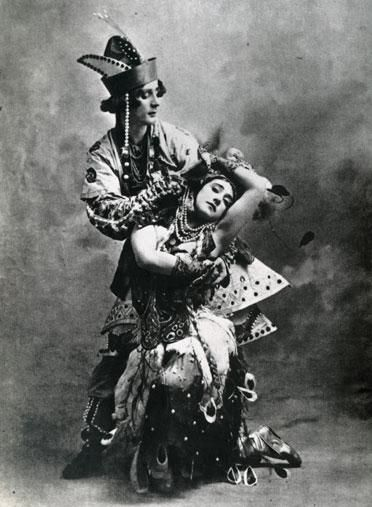
Karsávina i Fokine en L'ocell de foc, 1910

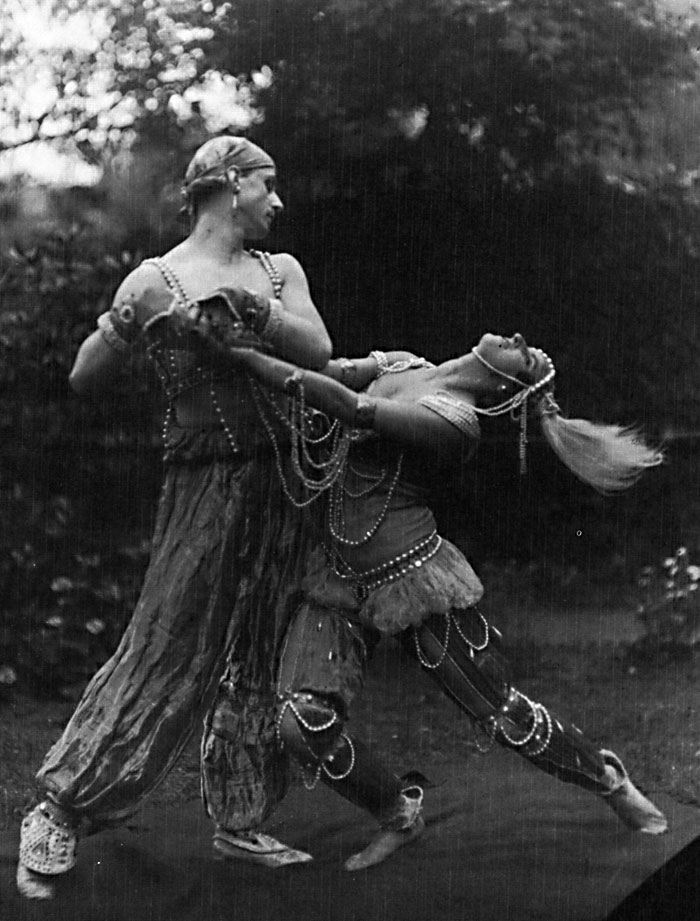
Mijaíl Fokin i Vera Fókina en Sheherezade, 1914

## Ballets Russos (1909 - 1914)

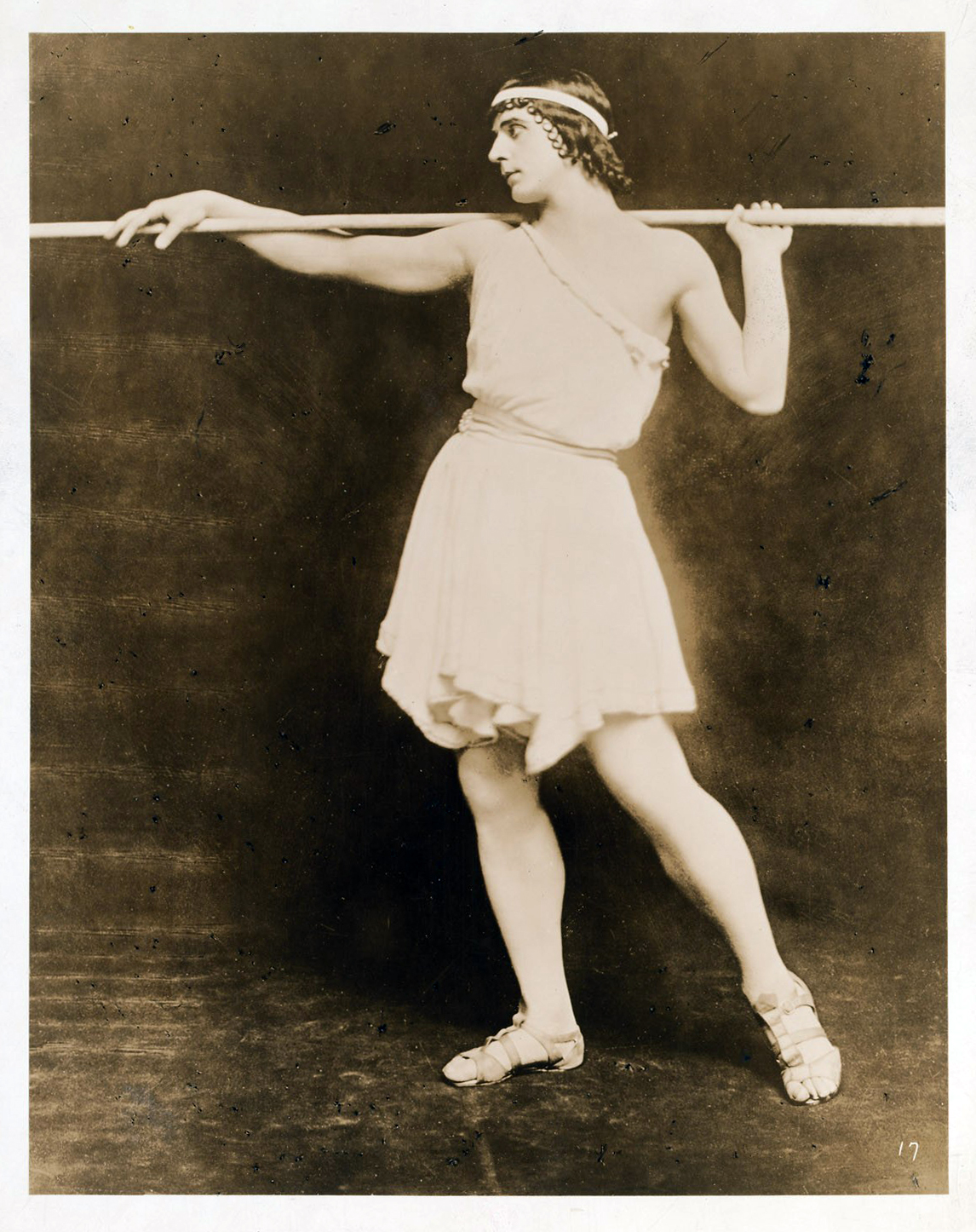
Harvard Theatre Collection - Fokine,

A través de Benois Petrouchka, Fokine estava en contacte amb els artistes i intel·lectuals entorn de la revista Mir iskusstva (El Món de l'Art) al director del qual Serguei Diàguilev va ser presentat el 1908. Diàguilev havia vist les recents creacions de Fokine i desitjava ensenyar-les a París. Així va sorgir el projecte de la primera gira dels Ballets Russos a París en la primavera de 1909. Fokine figurava com a coreògraf titular de la companyia i el programa es basava fonamentalment en les seves obres. En el debut dels Ballets Russos en el Théâtre du Châtelet parisenc, el 19 de maig de 1909, es van presentar a més de Le Pavillon d´Armide, les Danses polovtsianas del príncep Ígor i un divertimento de peces soltes titulat Le Festin. En el segon programa del 24 de maig es van estrenar Els Sylphides i Cléopâtre. El públic i la crítica francesos van rebre les actuacions dels Ballets Russos com una veritable revolució estètica i van celebrar especialment el nou concepte de l'espectacle de ballet com una totalitat artística de coreografia, escenografia, llibret, música i execució.
La següent gira dels Ballets Russos a París el 1910 també va estar sota el signe del geni de Fokine amb una sèrie de ballets nous com a Carnestoltes, Sheherezade i L'ocell de foc, només superats per les obres mestres de la gira de 1911 Petrushka i L'Espectre de la rosa en les quals van brillar Tamara Karsávina i Nijinsky. Aquesta gira va estar marcada per la separació dels Ballets Russos de la seva matriu, el Teatre Imperial Mariinski, i la seva conversió en una companyia privada dirigida per Diàguilev com a empresari i amb seu en Montecarlo. La ruptura va obligar els artistes a triar entre el Mariinski i Diàguilev, alguns --com Fokine-- van optar per seguir en el Mariinski i col·laborar amb Diàguilev. Cap a 1912, la posició de Fokine en la companyia es va afeblir a causa de la irrupció de Nijinsky en el terreny de la coreografia i a la pèrdua de confiança de Diàguilev en Fokine com a creador. En la temporada de París de maig-juny de 1912, les seves noves creacions Le Dieu bleu, Thamar i Daphnis et Chloé van ser eclipsades per l'èxit-escàndol de L´après-midi d´un faune de Nijisnky. Fokine es va sentir traït per Diàguilev i va abandonar la companyia.
Fokine va viure des de Sant Petersburg i ocupat pel seu treballal Mariisnki el desconcert produït en els Ballets Russos per les inesperades noces de Nijinski durant la gira sud-americana de l'estiu de 1913 i el seu consegüent acomiadament fulminant. Una de les conseqüències d'aquest succés que deixava a la companyia sense el seu ballarí estrella i sense el seu coreògraf titular, va ser la reconciliació entre Fokine i Diàguilev. Aquest va fer totes les concessions necessàries i va encarregar a Fokine els ballets de la pròxima temporada de 1914. En la primavera de 1914, es va estrenar a Montecarlo Els Papillons, una seqüela de Carnestoltes, creada per Fokine ja el 1913, i després a París es van presentar La légende de Joseph, una gran producció amb música de Richard Strauss i llibret d'Hugo von Hofmannsthal amb el joveníssim Léonide Massine com a protagonista, i l'òpera-ballet Le Coq d´or o El gall d'or, segons l'òpera homònima de Rimski-Kórsakov.
En esclatar la Primera Guerra Mundial a l'agost d'aquest any, Fokine i la seva esposa, Vera Fókina, van tornar com altres artistes dels Ballets Russos precipitadament a Rússia. Allí Fokine va passar els anys de la guerra com a coreògraf i mestre de ballet al Mariinski, on va crear alguns ballets entre altres Eros (1915) i Stenka Razin (1917), sense cap contacte amb la resta d'Europa i amb els Ballets Russos, que Diàguilev intentava mantenir a flotació a Montecarlo. Fokine va viure la Revolució russa de 1917 a Sant Petersburg, i quan va acabar la guerra en 1918 va acceptar una invitació d'anar a Estocolm del Real Ballet de Suècia. No tornaria ja a Rússia i tampoc tornaria a col·laborar amb els Ballets Russos de Diàguilev.

## Estats Units (1920 - 1942)

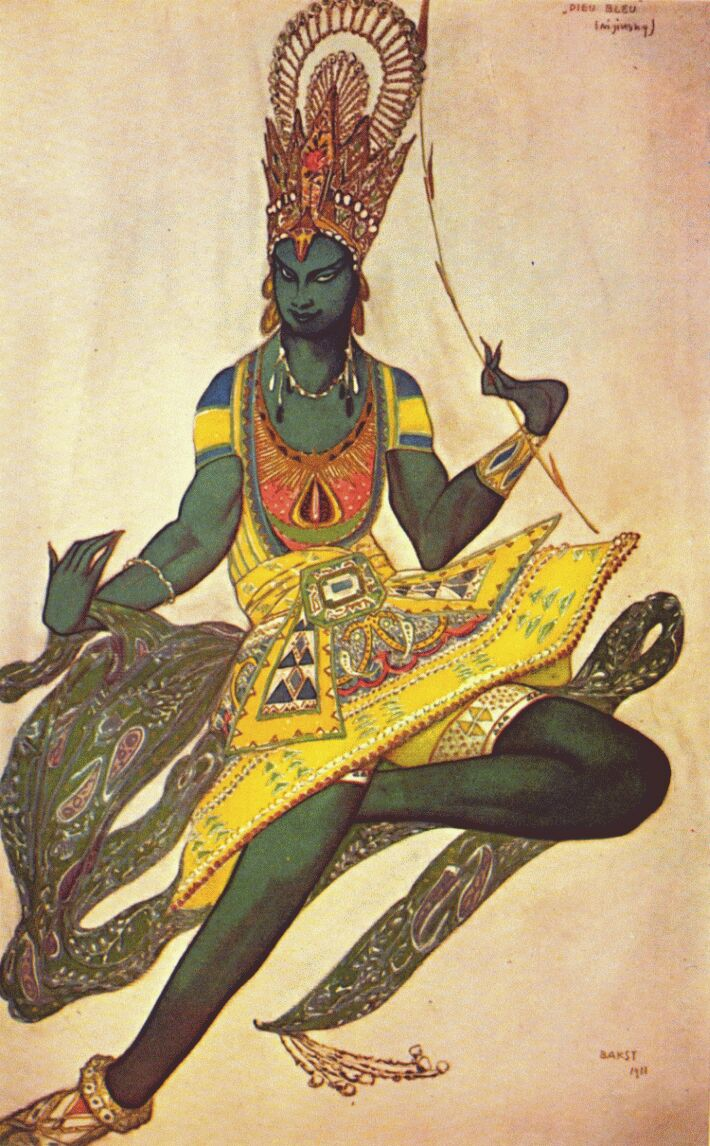
Esbós per a Le Dieu bleu, de Bakst, 1912

L'estada de Fokine a Suècia va ser breu i ja el 1920 es va traslladar amb la seva família a Nova York, on va obrir la seva primera escola de dansa el 1921. Amb la seva pròpia companyia, l'American Ballet (1924), va aparèixer al Metropolitan Opera House novaiorquès i va fer gires per les principals ciutats nord-americanes amb els seus antics ballets i creacions noves. El 1936, va tornar a Europa per a col·laborar amb els Ballets Russos del Coronel de Basil. Per a ells va crear, entre d'altres, L´Épreuve d´amour (mús. Mendelssohn, Montecarlo 1936), Don Joan (mús. Gluck, Londres 1936), Els Élements (mús. Bach, Londres 1937), Paganini (mús. Rajmáninov, Londres 1939) i amb ells va viatjar fins a Austràlia en 1938. Una de les seves últimes produccions va ser The Russian Soldier (mús. Prokófiev, Boston 1942).
Fokine va morir a Nova York als 62 anys. La seva dona, Vera Fókina, li va sobreviure fins al 1958. El seu fill Vitale Fokine (1905-1977) va ser mestre de ballet a Nova York i conservador del llegat del seu pare. La seva néta, Isabelle Fokine, nascuda l'any 1958, dirigeix la fundació-arxiu que gestiona els drets d'autor del coreògraf i vela per l'autenticitat de les reposicions dels seus ballets. Les memòries de Fokine, Memoirs of a Ballet Màster es van publicar a Boston el 1961.

## Estil Fokine
Fokine aspirava a anar més enllà del ballet tradicional, cap a un mètode d'utilització del ballet per comunicar la bellesa natural de l'home. No creia que les tècniques de ballet virtuoses simbolitzessin res, i pensava que es podien substituir per formes que expressessin millor les emocions i els temes. Fokine era un gran creient en el poder comunicatiu de la dansa i va impulsar la creativitat trencant amb la tradició, creient que la tradició sovint és diferent de la realitat i no aconsegueix captar tot l'espectre de les emocions humanes. Creia que, tret que els moviments fossin expressius, eren irracionals i no eren agradables ni tolerables.
Fokine també va intentar despullar els ballets del seu tecnicisme artificial i els vestits obsolets. Creia que molts dels ballets de la seva època utilitzaven vestits i tècniques que no reflectien els temes dels ballets. Fokine va estudiar art grec i egipci, incloent-hi la pintura i l'escultura de gerros, i els va incorporar als seus ballets. Com a coreògraf, va eliminar les sabates de punta perquè les puntes no tenien cap "propòsit artístic". Creia que la punta s'hauria d'utilitzar quan el cos ballarí vol expressar un tema volador i ascendent, en lloc de fer gala de la força dels peus dels ballarins. Va presentar aquesta nova idea a la direcció del Teatre Imperial Mariinskyla, però no va aconseguir el seu suport. Una de les peticions de Fokine era que els seus ballarins actuessin descalços en el seu ballet Eunice de 1907. La seva sol·licitud va ser denegada, i Fokine va decidir pintar les malles dels peus dels ballerins de manera que semblessin que anaven descalços.
També va experimentar amb el desplaçament de l'èmfasi del moviment lluny de la part inferior del cos cap a tot el cos, amb un ús més lliure dels braços i el tors i utilitzant cada múscul amb una intenció clara.  En fer-ho, Fokine deia que intentava unificar el moviment amb l'emoció i el cos amb l'ànima, donant nova vida al ballet com a llenguatge i com a art.
El 1923, va coreografiar el ballet Ajanta Frescoes per a Anna Pavlova amb la inspiració que li va despertar la visita a les Coves d'Ajanta.
Fokine va formular les seves teories sobre la dansa en diverses ocasions, entre altres en una carta al diari londinenc The Times (6 de juliol de 1914) i en les seves memòries. Es poden resumir de la següent manera:
a) La relació entre la coreografia i els altres elements de l'espectacle com la música, l'escenografia, el vestuari i el llibret ha de ser equilibrada, la coreografia no s'ha de supeditar a cap d'ells.
b) El drama s'expressa ballant i no a través de la pantomima.
c) El ballarí ha d'utilitzar tot el cos com una totalitat.
d) El corps de ballet ha de ser un protagonista més, no un element subaltern.
e) La coreografia ha d'adaptar-se al món històric-cultural en el qual se situa un ballet.